# Tanhyeon (métro de Séoul)
Tanhyeon (hangeul : 탄현 ; hanja : 炭峴) est une station de passage de la ligne Gyeongui-Jungang du métro de Séoul. Elle est située, au 856 Gyeongui-ro, Ilsanseo-gu, sur le territoire de la ville de Goyang, dans la province Gyeonggi-do, au nord de Séoul, en Corée du Sud. 
Ouverte en 2015. la station est desservie par les circulations des rames omnibus et express sur la ligne Gyeongui-Jungang.

## Situation sur le réseau

Plan du réseau du métro de Séoul (2023)

Établie en aérien, Tanhyeon, est une station de passage de la ligne Gyeongui-Jungang du métro de Séoul : elle est située entre la station Yadang, en direction du terminus ouest Munsan, et la station Ilsan, en direction du terminus est Jipyeong.

## Histoire

### Gare ferroviaire (2000-2009)
La gare est mise en service le 14 août 2000, elle est gérée depuis la gare d'Ilsan.

### Station de métro (depuis 2009)
Après avoir été déplacée, la gare devient une station de métro mise en service e 1er juillet 2009 lors de l'intégration de l'ensemble de la ligne Gyeongui dans le réseau du métro de Séoul. Le nouveau bâtiment est ouvert le 8 septembre 2011. Tanhyeong devient une station de la ligne Gyeongui-Jungang, du réseau du métro de Séoul, lors de la création de cette ligne, le 27 décembre 2014, par la création de la section, entre Gongdeok et Yongsan, qui permet la fusion entre les anciennes lignes Gyeongui et Jungang.
En 2021, Korail met en service la desserte de la gare par les rames epress, à la suite de la demande insistante des autorités locales pressées par les voyageurs locaux impatients d'améliorer les temps de leurs trajets.

## Services aux voyageurs

### Accès et accueil
Située au 856 Gyeongui-ro, elle dispose de trois accès. Elle est équipée d'automates pour les titres de transport.

### Desserte
Tanhyeon est desservie par les rames omnibus qui circulent sur l'ensemble de la ligne principale, et depuis 2021 par les services express : Gyeongui Express (Séoul), Gyeongui Express (Yongsan) et Jungang Express.

Installations
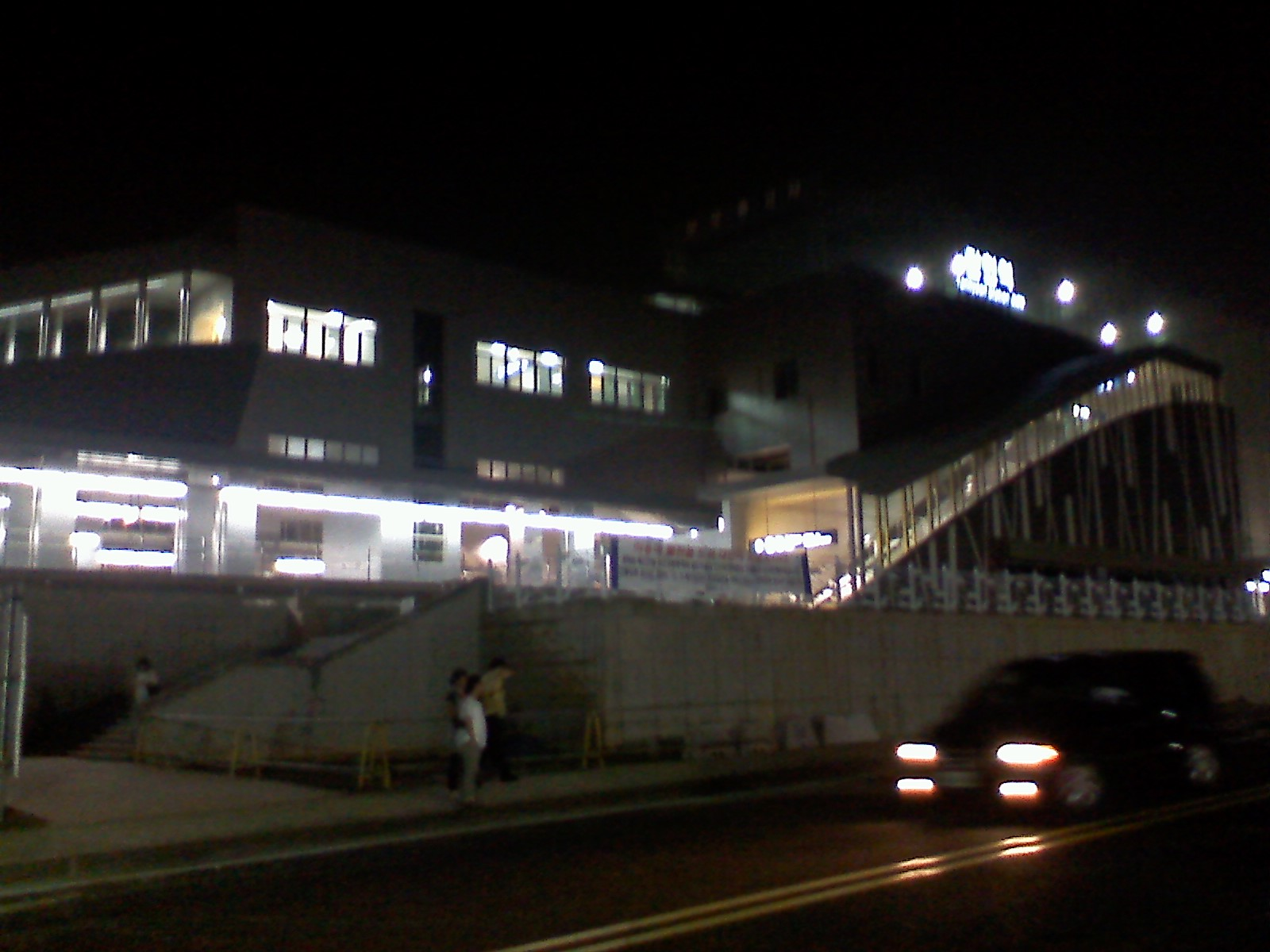
En 2007.
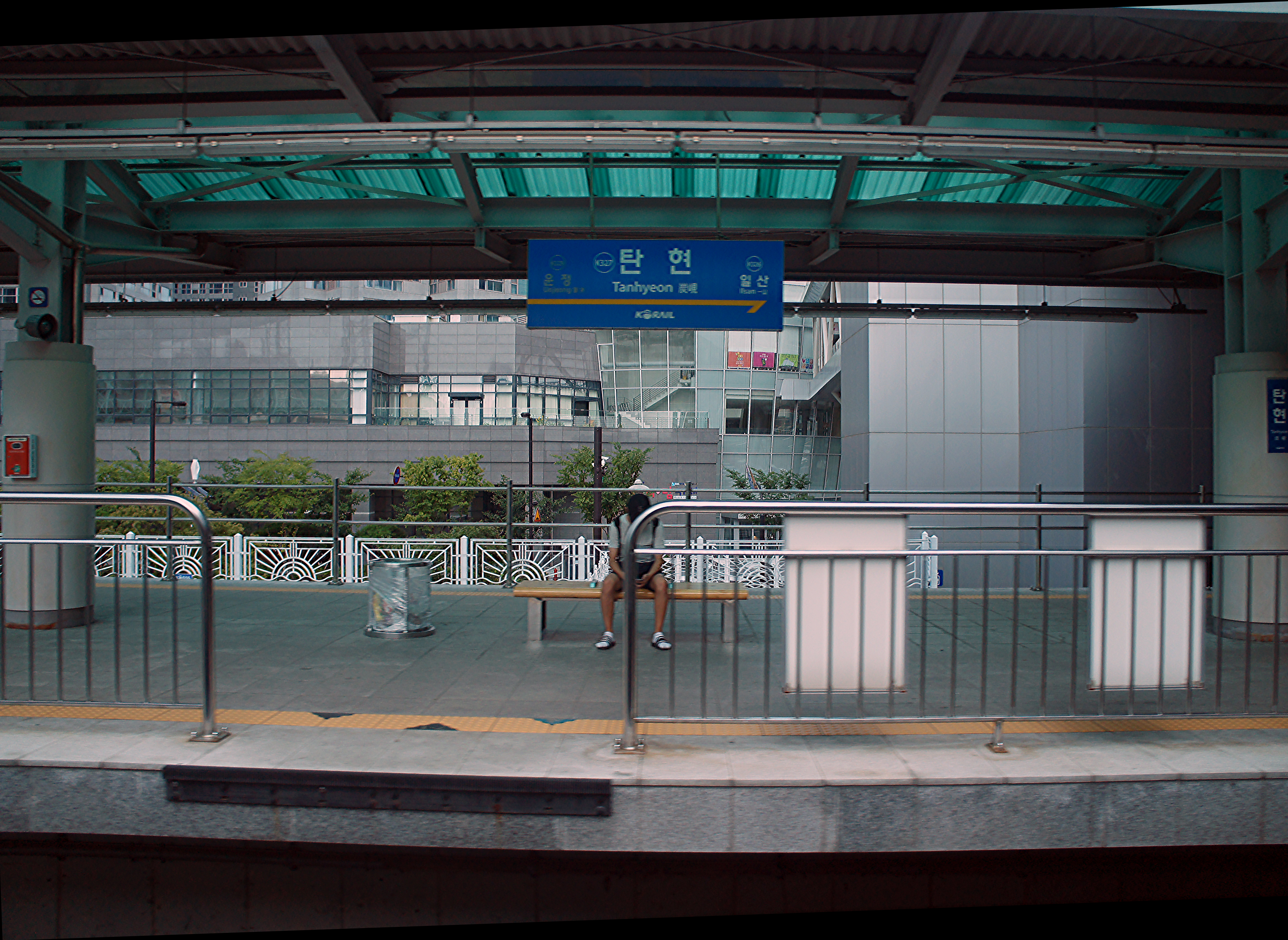
En 2014.

### Intermodalité
Des arrêts de bus sont situés à proximité.

## Projet ferroviaire
En 2021, il est prévu, phase de planification, de prolonger jusqu'à la station : la ligne Seohae depuis le terminus actuel Ilsan ; et la ligne 2 du métro d'Incheon depuis le terminus actuel.